# Гексахлороплатинат(IV) водорода
Гексахлороплатинат(IV) водорода — неорганическое соединение, комплексное соединение металла платины с формулой H2[PtCl6], оранжево-жёлтые кристаллы, хорошо растворяется в воде, получен в виде кристаллогидрата.

## Получение

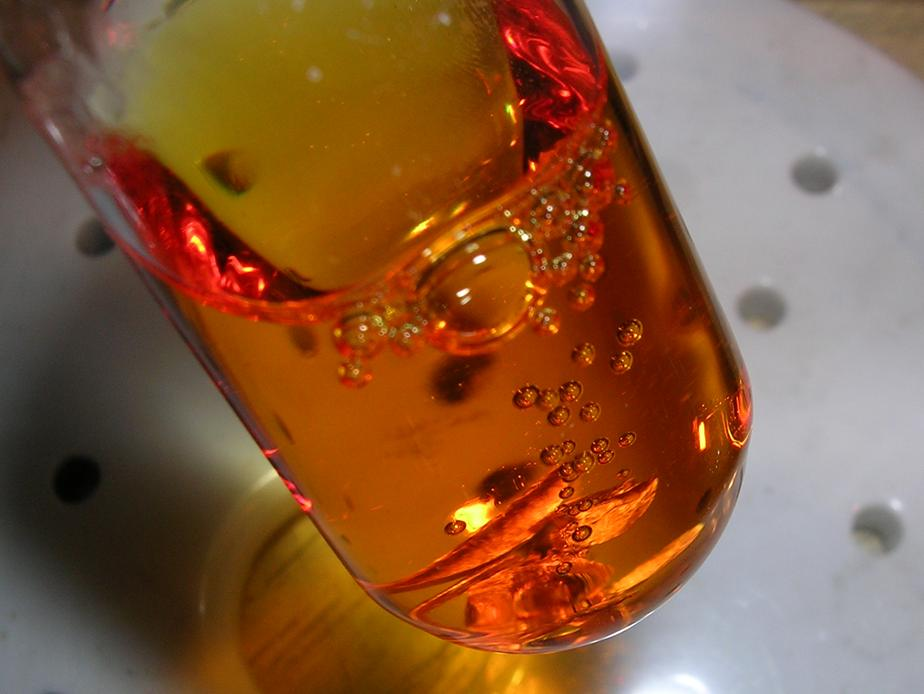
Растворение платины в горячей царской водке

- Растворение платины в «царской водке»:

{\displaystyle {\mathsf {3Pt+18HCl+4HNO_{3}\ {\xrightarrow {100^{o}C}}\ 3H_{2}[PtCl_{6}]+4NO\uparrow +8H_{2}O}}}
- Растворение платины в горячей концентрированной соляной кислоте с пропусканием через неё хлора:

{\displaystyle {\mathsf {Pt+2HCl+2Cl_{2}\ {\xrightarrow {100^{o}C}}\ H_{2}[PtCl_{6}]}}}
- Электролиз концентрированной соляной кислоты с платиновым анодом:

{\displaystyle {\mathsf {Pt+6HCl\ {\xrightarrow {e^{-}}}\ H_{2}[PtCl_{6}]+2H_{2}\uparrow }}}
- Растворение оксида платины(IV) в концентрированной соляной кислоте:

{\displaystyle {\mathsf {PtO_{2}+6HCl\ {\xrightarrow {}}\ H_{2}[PtCl_{6}]+2H_{2}O}}}
- Реакция хлорида платины(IV) с концентрированной соляной кислотой:

{\displaystyle {\mathsf {PtCl_{4}+2HCl\ {\xrightarrow {}}\ H_{2}[PtCl_{6}]}}}
- Разложение тетрахлороплатината(II) водорода:

{\displaystyle {\mathsf {2H_{2}[PtCl_{4}]\ {\xrightarrow {\tau }}\ H_{2}[PtCl_{6}]+Pt+2HCl}}}
- Реакция  тетрахлороплатината(II) водорода с хлором:

{\displaystyle {\mathsf {H_{2}[PtCl_{4}]+Cl_{2}\ {\xrightarrow {}}\ H_{2}[PtCl_{6}]}}}

## Физические свойства
Гексахлороплатинат(IV) водорода образует оранжево-жёлтые кристаллы.
Выделен только в виде кристаллогидрата состава H2[PtCl6]•6H2O.
Хорошо растворим в воде, этаноле, диэтиловом эфире, хлороформе.
Плавится при температуре 60°С в собственной кристаллизационной воде.

## Химические свойства
- Разлагается при нагревании:

{\displaystyle {\mathsf {H_{2}[PtCl_{6}]\cdot 6H_{2}O\ {\xrightarrow {275-300^{o}C}}\ PtCl_{4}+2HCl+6H_{2}O}}}
- Реагирует с разбавленными щелочами:

{\displaystyle {\mathsf {H_{2}[PtCl_{6}]+2NaOH\ {\xrightarrow {}}\ Na_{2}[PtCl_{6}]+2H_{2}O}}}
- Реагирует с концентрированными щелочами:

{\displaystyle {\mathsf {H_{2}[PtCl_{6}]+8NaOH\ {\xrightarrow {100^{o}C}}\ Na_{2}[Pt(OH)_{6}]\downarrow +6NaCl+2H_{2}O}}}
- С концентрированным раствором аммиака реакция идёт иначе:

{\displaystyle {\mathsf {H_{2}[PtCl_{6}]+4(NH_{3}\cdot H_{2}O)\ {\xrightarrow {}}\ [Pt(NH_{3})_{2}Cl_{4}]\downarrow +2NH_{4}Cl+4H_{2}O}}}
- С растворами солей аммония, калия, цезия, рубидия вступает в обменные реакции:

{\displaystyle {\mathsf {H_{2}[PtCl_{6}]+2KCl\ {\xrightarrow {}}\ K_{2}[PtCl_{6}]\downarrow +2HCl}}}
- Медленно восстанавливается щавелевой кислотой:

{\displaystyle {\mathsf {H_{2}[PtCl_{6}]+H_{2}C_{2}O_{4}\ {\xrightarrow {0^{o}C,\tau }}\ H_{2}[PtCl_{4}]+2CO_{2}\uparrow +2HCl}}}
- Восстанавливается атомарным водородом:

{\displaystyle {\mathsf {H_{2}[PtCl_{6}]+4[H]{\xrightarrow {Zn,HCl}}\ Pt\downarrow +6HCl}}}
- Восстанавливается муравьиной кислотой:

{\displaystyle {\mathsf {2H_{2}[PtCl_{6}]+2HCOOH\xrightarrow {\ } 2Pt\downarrow +2CO_{2}\uparrow +8HCl+2Cl_{2}\uparrow }}}

## Применение
- В аналитической химии для анализа щелочных металлов.
- Катализатор в органической химии.